# 리처드 파이프스
리처드 에드거 파이프스(영어: Richard Edgar Pipes, 이디시어: ריכארד פּיִפּעץ 리크하르트 피페츠, 폴란드어: Ryszard Pipes 리샤르트 피페스[*], 1923년 7월 11일~2018년 5월 17일)는 미국의 역사학자로 러시아와 소련사에 대해 연구했으며 이에 대한 여러 저서를 남겼다. 폴란드에서 태어나 1939년 미국으로 이주했으며 제2차 세계 대전 동안 미 육군 항공대에서 복무했다. 1943년에 미국 국적을 취득했고 코넬 대학교와 하버드 대학교에서 역사를 공부했다. 1958년부터 1996년까지 하버드 대학교 교수를 지내면서 러시아 제국사와 혁명사를 가르쳤으며 박사 학위를 취득한 80명 이상의 제자를 양성했다. 또한 1976년에는 중앙정보국(CIA) 산하 소련 전문가로 구성된 분석가 집단인 팀 B를 이끌면서 소련 군사 및 정치 지도부의 전략적 역량과 목표를 분석했다.

## 저서
- 《소련의 형성, 공산주의와 민족주의, 1917~1923》(The Formation of the Soviet Union, Communism and Nationalism, 1917–1923 , 1954)
- 《구체제 하의 러시아》(Russia Under the Old Regime, 1974)
- 《러시아 혁명》(The Russian Revolution, 1990)
- 《볼셰비키 치하의 러시아: 1919~1924》(Russia Under the Bolshevik Regime: 1919–1924 , 1993)
- 《소유와 자유》(Property and Freedom, 1999)
- 《데가예프 사건: 차르 러시아의 테러와 반역》(The Degaev Affair: Terror and Treason in Tsarist Russia, 2003)
- 《러시아의 방랑화가》(Russia's Itinerant Painters, 2011)
- 《알렉산드르 야코블레프》(Alexander Yakovlev: The Man Whose Ideas Delivered Russia from Communism, 2011)